# ブルームベリー・リゾーツ・コーポレーション
ブルームベリー・リゾーツ・コーポレーション（Bloomberry Resorts Corporation、PSE: BLOOM) は、フィリピンの証券取引委員会に登録された持株会社で、アミューズメント、ツーリズム、ゲーミング、ホテルなどの事業を手がけている。1999年5月3日に設立されたこの会社は、エンリケ・K・ラゾンが率いている。

## 背景
この会社は、旧称を、アクティブ・アライアンス・インコーポレイテッド (Active Alliance, Incorporated) といった。同社は、2000年10月17日にフィリピン証券取引所に上場した。2013年には、フィリピン総合指数の構成銘柄となったが、3年後にはリストから外され、セキュリティバンクと差し替えられた。その後、2019年2月18日に、構成銘柄に復帰した。
ブルームベリーは、旗艦事業として2013年にマニラ首都圏のエンターテイメント・シティにソレア・リゾート&カジノを開業し、また、2015年には大韓民国済州島で済州サン・ホテル&カジノ (Jeju Sun Hotel & Casino) を買収している。2019年2月、同社はケソン市のソレア・ノース (Solaire North) と称する2軒目のカジノ付きリゾートを建設するための貸付資金の調達に成功したとして、2022年に開業の予定であることを公表した。

## 傘下の系列会社
同社の子会社には、シュレステ・プロパティーズ (Sureste Properties, Inc.) や、ソレア・リゾート&カジノの運営許可を受けているブルームベリー・リゾーツ&ホテルズ (Bloomberry Resorts and Hotels, Inc: BRHI) などがある。2019年に新たに設立された子会社は、ブルームベリー・クルーズ・ターミナル (Bloomberry Cruise Terminal, Inc.: BCTI) といい、ブルームベリー・リゾーツ・コーポレーションのクルーズ・ターミナル事業の経営、運行にあたるもので、その事業対象には、南イロコス州サロマゲ (Salomague) に新たに建設されたイロコス・クルーズ港 (Ilocos Cruise Port) や、ソレア・クルーズ・センター・アンド・ヨット・ハーバー (Solaire Cruise Center and Yacht Harbor) が含まれているほか、エンターテイメント・シティにあるソレア・マニラ (Solaire Manila) の不動産に付設される計画中のクルーズ・ターミナルも対象となっている。
大韓民国では、子会社であるゴールデン&ラッキー (Golden & Luxury Co., Ltd) が済州サン・ホテル&カジノを運営しているほか、舞衣農業会社 (Muui Agricultural Corporation)が舞衣島で不動産を所有している。
2010年代以降、日本における統合型リゾート解禁への動きの中で、ブルームベリー・リゾーツは、進出への関心を表明しており、日本法人ブルームベリー・リゾーツ・ジャパンを設立して、特に和歌山県に関心を寄せていると報じられている。